# Scoglio Wonsey
Lo scoglio Wonsey (in inglese Wonsey Rock) è un piccolo scoglio antartico facente parte dell'arcipelago Windmill.
Localizzato ad una latitudine di 66° 12' sud e ad una longitudine di 110°35' est a nord dell'isola Cameron, è stato mappato per la prima volta mediante ricognizione aerea durante l'operazione Highjump e l'operazione Windmill, negli anni 1947-1948.